# Josef Wilhelm
Josef Wilhelm (1892 - 1956) was een Zwitsers turner. 
Wilhelm won tijdens de Olympische Zomerspelen van 1924 de gouden medaille op het paard voltige en de bronzen medaille in de landenwedstrijd.

## Resultaten

### Olympische Zomerspelen
| Jaar | Plaats | Resultaten                                                               |
| ---- | ------ | ------------------------------------------------------------------------ |
| 1924 | Parijs | op paard voltige in de landenwedstrijd 4e aan de brug 22e aan de rekstok |

1896: Louis Zutter ·
1904: Anton Heida ·
1924: Josef Wilhelm ·
1928: Hermann Hänggi ·
1932: István Pelle ·
1936: Konrad Frey ·
1948: Paavo Aaltonen, Veikko Huhtanen, Heikki Savolainen ·
1952: Viktor Tsjoekarin ·
1956: Boris Sjachlin ·
1960: Eugen Ekman, Boris Sjachlin ·
1964: Miroslav Cerar ·
1968: Miroslav Cerar ·
1972: Viktor Klimenko ·
1976: Zoltán Magyar ·
1980: Zoltán Magyar ·
1984: Li Ning, Peter Vidmar ·
1988: Dmitri Bilozertsjev, Zsolt Borkai, Ljoebomir Geraskov ·
1992: Pae Gil-su, Vitali Tsjerbo ·
1996: Donghua Li ·
2000: Marius Urzică ·
2004: Teng Haibin ·
2008: Xiao Qin · 
2012: Krisztián Berki · 
2016: Max Whitlock · 
2020: Max Whitlock · 
2024: Rhys McClenaghan